# Filip Stanković
Filip Stanković (cirílico serbio: Филип Станковић; Roma, Italia, 25 de febrero de 2002) es un futbolista serbio que juega de portero en el Venezia F. C. de la Serie B.

## Trayectoria
Es canterano del Inter de Milán. El 4 de agosto de 2021 el F. C. Volendam anunció su fichaje en calidad de cedido por una temporada. Debutó como profesional el 6 de agosto en un empate 2-2 contra el FC Eindhoven.
El 11 de agosto de 2023, se marchó cedido a la Sampdoria, de la Serie B, hasta junio del 2024.

## Selección nacional
Es un internacional juvenil serbio.

## Vida personal
Es hijo del exjugador de la selección serbia Dejan Stanković.

## Estadísticas

### Clubes
Actualizado al último partido disputado el 3 de noviembre de 2024.
| F. C. Volendam · Países Bajos         | 2.ª           | 2021-22       | 28  | 36  | 1 | 3 | — | — | 29  | 39  |
| F. C. Volendam · Países Bajos         | 1.ª           | 2022-23       | 33  | 71  | 2 | 3 | — | — | 35  | 74  |
| F. C. Volendam · Países Bajos         | Total club    | Total club    | 61  | 107 | 3 | 6 | 0 | 0 | 64  | 113 |
| U. C. Sampdoria · Italia              | 2.ª           | 2023-24       | 38  | 51  | 0 | 0 | — | — | 38  | 51  |
| U. C. Sampdoria · Italia              | Total club    | Total club    | 38  | 51  | 0 | 0 | 0 | 0 | 38  | 51  |
| Venezia F. C. · Italia                | 1.ª           | 2024-25       | 3   | 5   | 1 | 2 | — | — | 4   | 7   |
| Venezia F. C. · Italia                | Total club    | Total club    | 3   | 5   | 1 | 2 | 0 | 0 | 4   | 7   |
| Total carrera                         | Total carrera | Total carrera | 102 | 163 | 4 | 8 | 0 | 0 | 106 | 171 |
| (1) Hace referencia a goles encajados |               |               |     |     |   |   |   |   |     |     |